# Elf
Die Elf (11) ist die natürliche Zahl zwischen Zehn und Zwölf. Sie ist ungerade und eine Primzahl.

## Sprachliches
Das Zahlwort elf, noch bis ins 19. Jahrhundert eilf, stammt vom althochdeutsch-mittelhochdeutschen Wort einlif/einlef/eilif („eins darüber“, „elf“) ab, gebildet aus den Wurzeln ein („eins“) und lif („übrig“) (vgl. englisch "left"), aus indogermanischer Wurzel *liku- („übrig sein“). Es bedeutet also ungefähr „Rest eins“. Es beschreibt den Rest, der bleibt, wenn man von elf (mit den Fingern) zehn abgezählt hat. Eine ähnliche Bildung gibt es im Litauischen: Die Zahlen elf bis neunzehn werden dort mit der Endung -lika gebildet, die zur Familie des Wortes leihen - (über)lassen gehört.
Das lateinische Wort undecim und das griechische ἕνδεκα (hendeka) finden sich in Fremdwörtern wie Undezime, Undekasilan und Hendekasyllabus.

## Mathematik
- 11 ist die kleinste Primzahl p, für die die Mersenne-Zahl Mp = 2p − 1 nicht prim, also keine Mersenne-Primzahl ist. 211 − 1 = 2047  = 23 × 89. Sie ist die kleinste 2-stellige Primzahl und das kleinste 2-stellige Primzahlpalindrom im Dezimalsystem. Aber die 11 ist nach einer strengeren Definition keine Palindromzahl (siehe Streng nicht-palindromische Zahl).
- Im Dezimalsystem ist die Teilbarkeit einer natürlichen Zahl durch 11 leicht zu prüfen: Bilde die alternierende Quersumme der Zahl, d. h. addiere alle Ziffern an ungeraden Stellen und subtrahiere davon alle Ziffern an geraden Stellen (z. B. ist die alternierende Quersumme von 12345 gleich 5 − 4 + 3 − 2 + 1 = 3.). Die ursprüngliche Zahl ist genau dann durch 11 teilbar, wenn die alternierende Quersumme ein Vielfaches von 11 oder 0 ist.
- Es gibt eine zweite Möglichkeit, bei der die Zahl ganzzahlig durch 100 geteilt und der Rest dazu addiert wird. Die Rechenvorschrift ist solange auf das jeweilige Ergebnis anzuwenden, bis es kleiner als 100 ist. Die Zahl ist durch 11 teilbar, wenn das Ergebnis es auch ist, also kleines Vielfaches von 11 ist (11, 22, 33, 44, 55, 66, 77, 88, 99). Beispiel für 5489: 54 + 89 = 143 und 1 + 43 = 44. Ähnlich ist es ferner möglich die Zahl ganzzahlig durch 10 zu teilen und den Rest zu subtrahieren. Dies wird solange ausgeführt, bis man bei einem einstelligen Ergebnis angelangt ist. Ist dies 0, so ist die Zahl durch 11 teilbar. Beispiel für 5489: 548 − 9 = 539, 53 − 9 = 44 und 4 − 4 = 0 (die Zahl ist also durch 11 teilbar). Die Lösung der Division lässt sich aus den subtrahierten Zahlen ablesen, indem man sie in umgekehrter Reihenfolge aufschreibt und als Zahl zusammenfasst. In diesem Beispiel 499. Dies ist leicht zu sehen, da im Beispiel erst 99, dann 990 und schließlich 4400 abgezogen und somit eine schriftliche Division in umgekehrter Reihenfolge ausgeführt wird. Aus diesem Vorgehen folgt übrigens direkt die Formulierung mit der Wechselsumme, da bei jedem zweiten Schritt eine um die vorherige Zahl verringerte abgezogen wird, also auch direkt die erste subtrahiert und die zweite addiert werden kann, da c − (b − a) = c − b + a.
- Für jede Zahl n > 11 gilt, dass wenigstens eine Primzahl p > 11 existiert, so dass p das Produkt n × (n + 1) × (n + 2) × (n + 3) teilt.
- Die Zahl 11 ist außerdem eine Størmer-Zahl.
- Bei den römischen Zahlen entspricht XI der Elf.

## Natur und Naturwissenschaften
- Im Periodensystem der Chemie ist 11 die Ordnungszahl von Natrium.

## Geschichte und Gesellschaft
- Die Elf galt als Symbol der Sünde und Maßlosigkeit, aber auch als Glückszahl.[2]
- Die Elfmänner im antiken Athen hatten die Aufsicht über das Gefängniswesen und überwachten den Vollzug der Todesstrafe. Elferrat

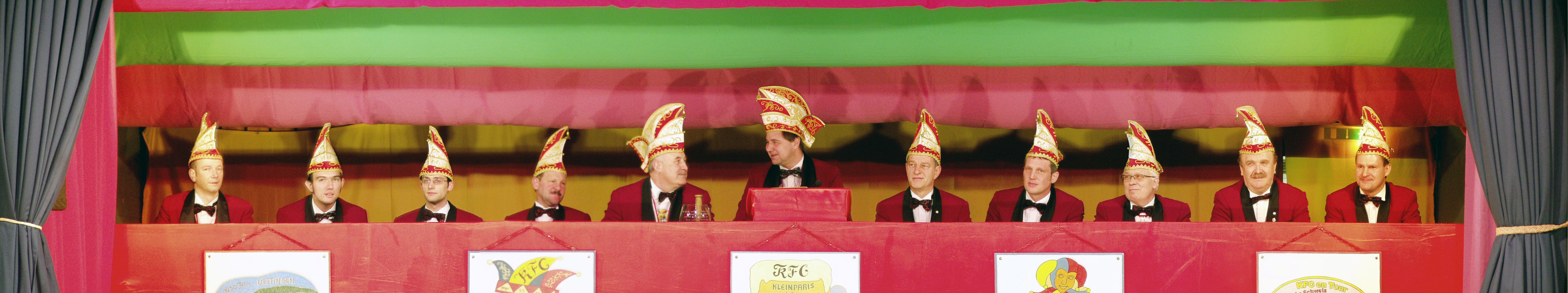
Elferrat

- Im 19. Jahrhundert wurde die Elf zur Zahl des rheinischen Karnevals. Den Prunksitzungen sitzt ein Elferrat vor, der Karnevalsbeginn wird in neuerer Zeit am 11. November um 11:11 Uhr begangen. Dies soll sich aus dem abgekürzten Wahlspruch der Französischen Revolution „Égalité, Liberté, Fraternité“ abgeleitet haben. Es mag jedoch zusätzlich eine Parodie auf häufig zehn- oder zwölfköpfige Gremien sein.[3][4]
- Die Elf ist die kleinste Schnapszahl.
- Paragraph 11 ist ein bekannter Paragraph in Bier-Comments.
- Elfer raus! ist der Name eines populären Kartenspiels für Kinder.
- Der Elfmeter im Fußballspiel rührt von den ursprünglich in angelsächsischen Maßen definierten Abmessungen des Spielfelds her. Exakt handelt es sich um 10,9728 m, also 12 yards. Seit 1870 bestehen Fußballmannschaften regelgemäß aus elf Spielern, daher das Synonym Elf für Fußballmannschaft (siehe auch: Goldene Elf).
- Die Rückennummer 11 gilt als Nummer des Linksaußens/Stürmers beim Fußball.
- Die Schweizer Stadt Solothurn hat viele geschichtliche Bezüge zur Zahl Elf, die deshalb regional als Solothurnerzahl bezeichnet wird.

## Kultur und Wirtschaft
- Elf Söhne ist eine Erzählung von Franz Kafka.
- Elf Minuten (Onze Minutos) ist ein Roman von Paulo Coelho.
- Elf, Charakter aus der Netflix-Serie Stranger Things
- Die Vereinigung der XI in Berlin und Die Elf in München waren zwei bedeutende Gruppen Bildender Künstler am Ende des 19. Jahrhunderts und Vorläufer der Münchner Sezession bzw. der Berliner Secession.
- Die Gruppe 11 war eine Stuttgarter Künstlergruppe in den 1950er Jahren.
- 11er Haus: eine österreichische Fernsehserie von 2005
- „Slash 11“ ist ein Schweizer DJ und Musikproduzent im Genre Melodic Techno[5]